# همسر نخست‌وزیر مالزی
همسر نخست‌وزیر مالزی (به انگلیسی: Spouse of the prime minister of Malaysia) (مالایی: pasangan perdana menteri Malaysia) به همسر رئیس دولت مالزی، نخست‌وزیر اشاره دارد. از زمان استقلال در سال ۱۹۵۷، این عنوان به زنان تعلق داشته است، بنابراین واژه همسر تحت عنوان زن نخست‌وزیر نیز شناخته می‌شود. برخی از صاحب نظران تلاش کرده‌اند عنوان زن نخست‌وزیر را، همانند لقب بانوی اول در کشورهای بر مبنای جمهوریت، تحت «بانوی اول مالزی» به کار بگیرند اما این یک لقب رسمی شناخته شده، نیست. تا به امروز، ده زن عنوان همسر نخست‌وزیر مالزی را به خود اختصاص داده‌اند.